# Aulacorhynchus
Az Aulacorhynchus a madarak (Aves) osztályának harkályalakúak (Piciformes) rendjébe, ezen belül a tukánfélék (Ramphastidae) családjába tartozó nem.

## Rendszertani besorolásuk
1974-ben, miután nagymértékű taxonómiai átrendezés történt, ebbe a madárnembe 6 faj került. A későbbi rendszerezések is ezt az összeállítást követték.
2001-ben, alaktani kutatások után a hagymazöld tukán fajkomplexumnak - olyan fogalom, melyet azokra a fajokra használják, amelyek külső vizsgálat alapján nem különböztethetők meg egymástól, azonban nem képesek szaporodni egymással, és a genetikai összehasonlításuk szerint külön fajoknak tekintendők - bizonyult; emiatt 7 különböző fajra osztották fel. Ezt az ezred elei elképzelést a genetikai vizsgálatok is megerősítették; legalábbis részben. Az A. griseigularis-t kivonták az A. albivitta-ból, azonban a genetikavizsgálatok után újból egy fajnak tekintik.
Még manapság sincs közös megállapodás a különböző szervezetek között arról, hogy hány faj is tartozik valójában ide. Az IOC szerint a fajlistában levő 11 faj, míg mások szerint, csak hét és a maradék négy csak alfajok. A SACC további genetikai kutatásokat igényelt.

## Tudnivalók
Az Aulacorhynchus-fajok Mexikótól kezdve Közép-Amerikán keresztül, egészen Dél-Amerikáig fordulnak elő. A hegyvidéki nedves esőerdők és ligeterdők lakói. Néhányuk azonban az ezekhez szomszédos alföldeken is megtalálhatók. Kisebb méretű tukánfélék, 30-44 centiméteres hosszal. Színes madarak, azonban a zöld a domináns. Általában párban, vagy kisebb csoportokban láthatók; néha más fajokkal vegyes csapatokban repül.

## Rendszerezés
A nembe az alábbi 11 faj tartozik:
- Aulacorhynchus albivitta (Boissonneau, 1840)
- Aulacorhynchus atrogularis (Sturm, JHCF & Sturm, JW, 1841)
- kéktorkú tukán (Aulacorhynchus caeruleogularis) Gould, 1853
- Aulacorhynchus coeruleicinctis D'Orbigny, 1840
- Aulacorhynchus derbianus Gould, 1835
- Aulacorhynchus haematopygus (Gould, 1835)
- perui zöldtukán (Aulacorhynchus huallagae) Carriker, 1933
- hagymazöld tukán (Aulacorhynchus prasinus) (Gould, 1833)
- Aulacorhynchus sulcatus (Swainson, 1820)
- Aulacorhynchus wagleri (Sturm, JHCF & Sturm, JW, 1841)
- Aulacorhynchus whitelianus Salvin & Godman, 1882

### Fordítás
- Ez a szócikk részben vagy egészben  a   Green toucanet című angol Wikipédia-szócikk ezen változatának fordításán alapul.  Az eredeti cikk szerkesztőit annak laptörténete sorolja fel. Ez a jelzés csupán a megfogalmazás eredetét és a szerzői jogokat jelzi, nem szolgál a cikkben szereplő információk forrásmegjelöléseként.